# Gewijde maagd

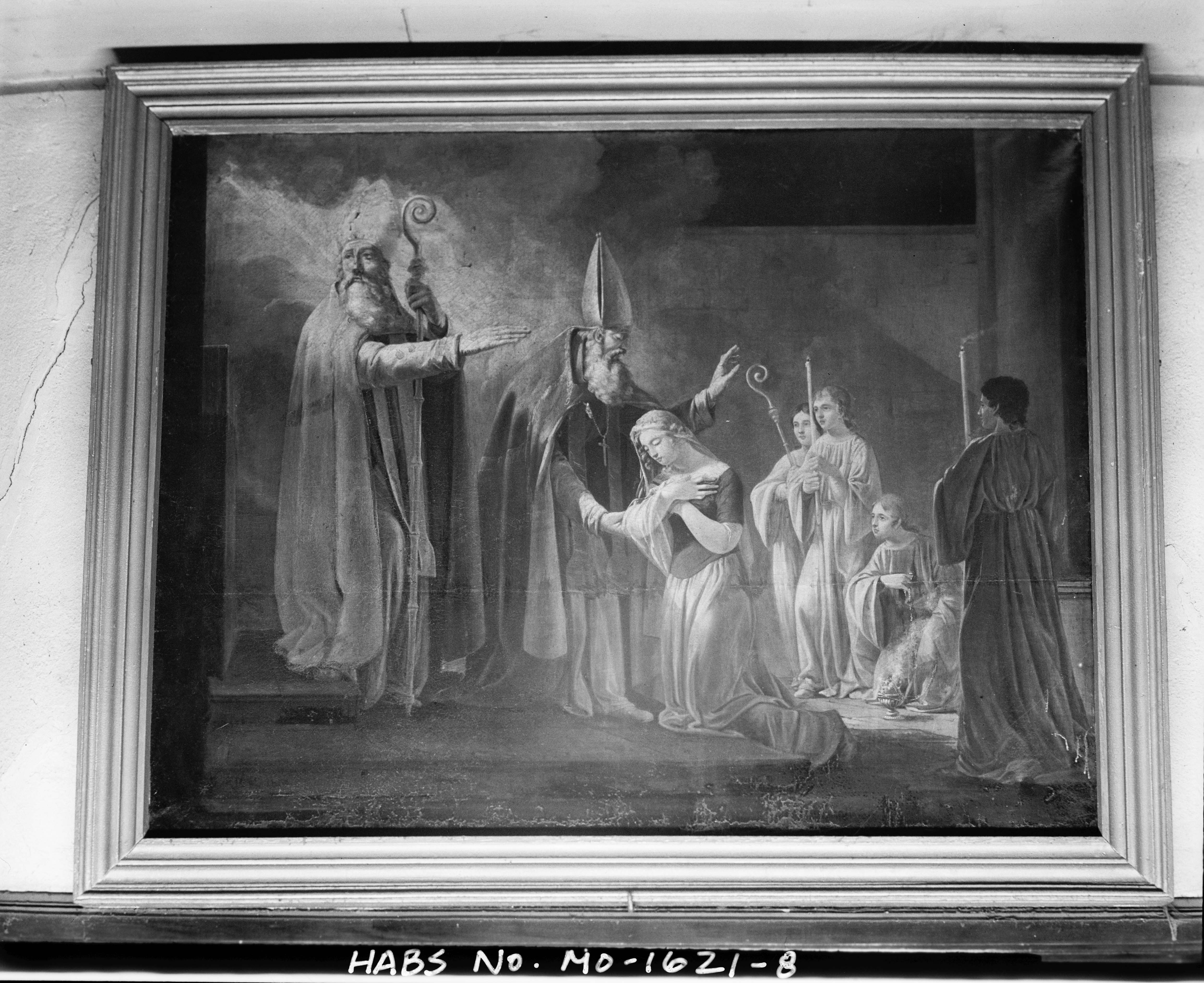
De maagdenwijding van de heilige Genoveva

Een gewijde maagd, consacrata laica of bruid van Christus is een vrouw die het voornemen heeft uitgesproken om Christus van meer nabij te volgen en verder te zullen leven in een staat van maagdelijkheid of blijvende kuisheid.
Zij worden door de diocesane bisschop volgens de goedgekeurde liturgische ritus (consecratio virginum of maagdenwijding) aan God toegewijd, op mystieke wijze als bruid met Christus verbonden en aan de dienst van de Kerk gewijd. De maagdenwijding is geen sacrament maar een sacramentale.
Deze vorm van gewijd leven in de Katholieke Kerk stelt het gebed, boetvaardigheid en de dienst aan de gemeenschap en de apostolische werkzaamheden centraal in het leven. Deze vrouwen kunnen zich verenigen om hun voornemen trouwer te kunnen uitvoeren.
Dit gebruik stamt reeds van de tijd van de apostelen.

## Huidige tijd
Paus Paulus VI publiceerde in 1970 de liturgische ritus voor de maagdenwijding. In juli 2018 publiceerde de Vaticaanse Congregatie voor de Instituten van Gewijd Leven en Gemeenschappen van Apostolisch Leven de instructie Ecclesiae Sponsae Imago over de roeping van gewijde maagden.

### Maagdenwijdingen in deNederlandse kerkprovincie
- In 1998 ontving Zr. Zoë Cranssen de wijding door handoplegging van abt Gerard Mathijsen en bevestigd en aangenomen door monseigneur Hendriks van het bisdom Haarlem-Amsterdam;
- In 2004 ontving Nelly Stienstra (1946-2016) de wijding door handoplegging van kardinaal Simonis;
- In 2005 ontving Elizabeth Boddens Hosang de wijding door handoplegging van mgr. Van Luyn;
- In 2012 ontving Gonnie Spronk de wijding door handoplegging van mgr. Anton Hurkmans;
- In 2015 ontving Eliane Popa (1969-2022) de wijding door handoplegging van mgr. Gerard de Korte;[9]
- In 2018 ontving Irene Ceelen de wijding door handoplegging van mgr. Gerard de Korte;
- In 2020 ontvingen Jessica van Beuningen en Petra van Esch de wijding van mgr. Gerard de Korte;
- In 2022 ontvingen Désirée van Breugel en Hoy Lin Moo de wijding van mgr. Everard de Jong.

Sinds 2022 telt de Nederlandse kerkprovincie tien vrouwen die de wijding hebben ontvangen.

### Maagdenwijdingen in deBelgische kerkprovincie
- In april 2024 ontving Nele Bekaert de wijding van mgr. Lode Aerts. Hiermee werd zij de elfde gewijde vrouw in het bisdom  Brugge.[10]